# Baconia slipinskii
Baconia slipinskii är en skalbaggsart som beskrevs av Miłosz A. Mazur 1981. Baconia slipinskii ingår i släktet Baconia, och familjen stumpbaggar. Inga underarter finns listade i Catalogue of Life.